# Memories (televisieprogramma)
Memories is een Nederlands televisieprogramma van de KRO-NCRV (t/m 2015 KRO) waarin geprobeerd wordt om oude liefdes op te sporen. Het is sinds 1997 te zien op televisie en werd vanaf het begin gepresenteerd door Anita Witzier .
Katja Schuurman nam vanaf het voorjaar van 2018 de presentatie van haar over. In mei 2018 werd bekend, dat zij later in het jaar zou overstappen naar RTL en daardoor zou stoppen met de presentatie van Memories.

## Het programma
Memories is gerelateerd aan programma's als Spoorloos en Vermist.
Mensen vertellen over een bijzondere liefde uit hun leven, geïllustreerd met foto's en filmpjes. Hierna proberen ze te achterhalen hoe het sindsdien met die oude liefde is vergaan.
Memories is een goed bekeken televisieprogramma, met gemiddeld 1 à 2 miljoen kijkers.
Van 2007 tot 2012 was er elk jaar een spin-off van het programma (Memories Tour d'Amour) te zien. De spin-off bleek te duur te zijn.
In juli 2009 werd bekend dat de KRO de rechten van het programma had verkocht aan de Duitse televisiezender WDR. In Duitsland gaat het Liebe ist Alles heten en er zullen voorlopig zes afleveringen uitgezonden worden. Bij succes zal het landelijk worden uitgezonden op de zender ARD.